# Velone-Orneto
Velone-Orneto es una comuna francesa situada en la circunscripción departamental de Alta Córcega, en el territorio de la colectividad de Córcega.
Tiene una población estimada, a inicios de 2020, de 117 habitantes.